# Lijst van spelers van 1. FC Köln
Deze lijst bevat voetballers die bij de Duitse voetbalclub 1. FC Köln spelen of gespeeld hebben. De namen zijn alfabetisch gerangschikt.

## A
- Timo Achenbach
- Sargis Adamyan
- Faride Alidou
- Klaus Allofs
- Thomas Allofs
- Sebastian Andersson
- Tolu Arokodare

## B
- Matthias Bader
- Elias Bakatukanda
- Dietmar Beiersdorfer
- Yann Bisseck
- Leonardo Bittencourt
- Rainer Bonhof
- Sebastiaan Bornauw
- Mišo Brečko
- Thomas Bröker

## C
- Bart Carlier
- Rasmus Carstensen
- Sava-Arangel Čestić
- Jeff Chabot
- Jacob Christensen
- Darko Churlinov
- Christian Clemens
- Jhon Córdoba
- Jaka Čuber Potočnik
- Rafael Czichos

## D
- Emmanuel Dennis
- Deyverson
- Justin Diehl
- Florian Dietz
- Damion Downs
- Dominick Drexler
- Ondrej Duda

## E
- Kingsley Ehizibue
- Christian Eichner
- Stephan Engels

## F
- Max Finkgräfe
- Bård Finne
- Klaus Fischer
- Chris Führich

## G
- Jusuf Gazibegović
- Johannes Geis
- Yannick Gerhardt
- Kevin Goden
- Roger Van Gool
- Falko Götz
- Serhou Guirassy

## H
- Daniel Halfar
- Tim Handwerker
- Thomas Häßler
- Marcel Hartel
- Jimmy Hartwig
- Ralph Hasenhüttl
- Niklas Hauptmann
- Jonas Hector
- Dominique Heintz
- Patrick Helmes
- Marco Höger
- Philipp Hosiner
- Jannes Horn
- Timo Horn
- Timo Hübers
- Denis Huseinbašić

## I
- Bodo Illgner

## J
- Ismail Jakobs
- Carsten Jancker
- Miloš Jojić

## K
- Florian Kainz
- Noah Katterbach
- Thomas Kessler
- Luca Kilian
- Lukas Klünter
- Jürgen Kohler
- Michel van de Korput
- Vincent Koziello
- Filip Kusic

## L
- Bruno Labbadia
- Preben Elkjær Larsen
- Matthias Lehmann
- Hans-Peter Lehnhoff
- Toni Leistner
- Michael Lejan
- Tim Lemperle
- Dimitris Limnios
- Pierre Littbarski
- Dejan Ljubičić
- Hannes Löhr
- Anthony Lurling

## M
- Linton Maina
- Dominic Maroh
- Eric Martel
- Adam Matuszczyk
- Mergim Mavraj
- Kevin McKenna
- Jorge Meré
- Max Meyer
- Filip Mladenovic
- Anthony Modeste
- Christian Müller
- Dieter Müller
- Sven Müller
- Frans de Munck

## N
- Kazuki Nagasawa
- Nikolas Nartey
- Herbert Neumann
- Milivoje Novakovič

## O
- Marvin Obuz
- Mathias Olesen
- Sunday Oliseh
- Paweł Olkowski
- Morten Olsen
- Yuya Osako
- Tomás Ostrák
- Anas Ouahim
- Wolfgang Overath
- Salih Özcan

## P
- Julian Pauli
- Leart Paçarada
- Kristian Pedersen
- Sławomir Peszko
- Claudio Pizarro
- Lukas Podolski
- Toni Polster
- Flemming Povlsen

## R
- Helmut Rahn
- Konstantin Rausch
- Elvis Rexhbeçaj
- Birk Risa
- Marcel Risse
- Imad Rondić
- Artjoms Rudņevs

## S
- Hans Schäfer
- Louis Schaub
- Kingsley Schindler
- Maximilian Schmid
- Joël Schmied
- Benno Schmitz
- Karl-Heinz Schnellinger
- Toni Schumacher
- Bernd Schuster
- Marvin Schwäbe
- Davie Selke
- Heinz Simmet
- Ellyes Skhiri
- Lasse Sobiech
- Nikola Soldo
- Frederik Sørensen
- Neven Subotić
- Dušan Švento

## T
- Simon Terodde
- Jan Thielmann
- Steffen Tigges

## U
- Anthony Ujah
- Jonas Urbig
- Mark Uth

## V
- Birger Verstraete
- Kevin Vogt

## W
- Luca Waldschmidt
- Hennes Weisweiler
- Kevin Wimmer
- Marius Wolf
- Tony Woodcock

## Z
- Ron-Robert Zieler
- Simon Zoller